# Cassa di Risparmio di Asti
Cassa di Risparmio di Asti S.p.a. (in forma abbreviata Banca di Asti S.p.a.) è un istituto di credito con sede ad Asti e 137 filiali insediate in tutto il nord Italia.

## Storia
Nata il 25 gennaio 1842 come ente di beneficenza con un capitale di 10.000 lire. L'attività inizia, con il nome di Cassa di Risparmio e di Previdenze della provincia di Asti, mercoledì 3 gennaio 1844, dedicando quel giorno della settimana per i versamenti e il sabato ai prelievi. Il nome dell'istituto viene modificato con Regio decreto del 6 giugno 1867, diventando Cassa di Risparmio della provincia di Asti. Tra la prima e la seconda guerra mondiale riesce ad acquisire la Banca Astese e per la prima volta la Cassa inizia ad assumere alle proprie dipendenze personale femminile.
È durante gli anni cinquanta che la Cassa apre nuove filiali, salite ad oltre centotrenta, presenti nelle province di Asti, Alessandria, Cuneo, Torino, Milano e Monza e Brianza, Bergamo, Brescia, Verona, Genova, Padova e Treviso. Nel 1992 in seguito alla Legge Amato fu fondata la società per azioni il 13 luglio 1992.

### Il gruppo bancario
Il Gruppo Cassa di Risparmio di Asti nasce successivamente al 28 dicembre 2012, data in cui Banca di Asti acquisisce da Monte dei Paschi di Siena S.p.A. il 60,42% del capitale sociale di Biverbanca per 203 milioni di euro. Il consiglio di amministrazione di Banca di Asti nella seduta del 26 giugno 2012 ha approvato l’operazione, consolidando i colloqui con gli altri soci di Biver Banca: la Fondazione Cassa di Risparmio di Biella (33,44% del capitale sociale) e la Fondazione Cassa di Risparmio di Vercelli (6,14% del capitale sociale).
Nel 2015, Banca di Asti comunica che Pitagora 1936 S.p.A. ha accettato la sua proposta per l’acquisto di una partecipazione pari al 65% del capitale sociale di Pitagora S.p.A. detenuta da Pitagora 1936, società holding facente capo per il 52% a Wise SGR per conto del fondo Wisequity II e per il 24% ciascuno a Banca Popolare di Milano e alla Bonino 1934 Srl di Massimo Sanson. Banca di Asti deteneva già il 5% della società e pertanto ha raggiunto il 70% del capitale. Mediante tale operazione il Gruppo Cassa di Risparmio di Asti amplia il proprio mercato, entrando in un settore affine: Pitagora è infatti un intermediario finanziario specializzato nei prestiti contro cessione del quinto dello stipendio (CQS).
Nel novembre 2018 il Gruppo Cassa di Risparmio di Asti ha raggiunto il 100% del capitale sociale di Biverbanca. Il 29 dicembre 2019 la Cassa di Risparmio di Asti acquista le restanti quote di Biverbanca in cambio di azioni di nuova emissione della stessa controllata, mentre il 7 novembre 2021 si consolida il processo di fusione con la controllata Biverbanca.

## Filiali e sportelli
Le filiali bancarie del Gruppo, a novembre 2024, sono presenti in cinque regioni del Nord Italia: Piemonte, Valle d'Aosta, Lombardia,Liguria e Veneto. Il Gruppo è presente su tutto il territorio nazionale italiano con 209 filiali bancarie e 77 sportelli di Pitagora S.p.A., società specializzata nella cessione del quinto.

## Azionariato
L'azionariato, al 28 maggio 2024, è il seguente:
- Fondazione Cassa di Risparmio di Asti – 31,80%
- Fondazione Cassa di Risparmio di Biella – 12,91%
- Banco BPM – 9,99%
- Fondazione Cassa di Risparmio di Vercelli – 4,20%
- Fondazione CRT - 6,00%
- Altri azionisti – 35,10%